# Miss Univers Letònia
Miss Univers Letònia (en letó: Miss Universe Latvija) és un concurs de bellesa nacional que selecciona a la representant de Letònia en el certamen de Miss Univers.
Les concursants representen set ciutats i vint-i-sis districtes de Letònia. Se seleccionen les quinze primeres, a continuació una selecció de deu i cinc a la final. Des que se celebra el certamen únicament han estat seleccionades per a Miss Univers en dues ocasions: el 2005 i el 2006.

## Història
El 2005, l'empresa Bravo Produccions es va adjudicar els drets per enviar a la representant de Letònia al concurs de Miss Univers 2005 que es va celebrar a Bangkok, Tailàndia. Ieva Kokoreviča es va convertir en la primera Miss Univers Letònia en un acte celebrat al SAS Radisson a Riga el 7 d'abril de 2005. Va participar en les semifinals i a la final.
L'última Miss Univers Letònia és Sanita Kubliņa, que va ser coronat el 5 d'abril de 2006 a Riga. [2] Ella va representar a Letònia en el Miss Univers de 2006 la competència a Los Angeles, Califòrnia, però no va obtenir cap plaça.
D'any 2007 ençà, Miss Univers Letònia no va competir en el concurs de Miss Univers. L'organització ha perdut la franquícia i ara no es tenen més notícies sobre el certamen de Miss Univers Letònia.